# Matías Escalzo Acedo
Matías Escalzo Acedo (Sesma, Navarra, 9 de junio de 1690-Columbrianos, León, 1749), religioso y obispo español.
Realizó sus estudios en Irache y Valladolid. Se desempeñó como abad de la colegiata de Cenarruza, como fiscal e inquisidor del tribunal de Mallorca y también como canciller mayor de este último reino. El 29 de julio de 1729 también pasó a ser inquisidor de Córdoba y luego miembro del Tribunal de la Corte. Su gestión acabó con la oleada de procesos contra judaizantes que se había iniciado al principio de la década.
El 6 de abril de 1745 fue designado fiscal del Consejo de la Inquisición y en mayo de 1746 consejero del mismo organismo, siendo propuesto por el inquisidor general Manuel Isidro Orozco Manrique de Lara. En 1748 fue nombrado obispo de Astorga. Falleció en Columbrianos, noroeste de la actual provincia de León, en 1749.